# Alfred Figueras i Sanmartí
Alfred Figueras i Sanmartí (Sant Fruitós de Bages, 1898 - Barcelona, 1980) fou un pintor i gravador català.

## Biografia[2]
Alfred Figueras i Sanmartí va néixer a Sant Fruitós de Bages l'any 1898. La família Figueras vivia del conreu de les terres i d'una botiga familiar. Quan el pintor va fer els 14 anys, van anar a viure a Barcelona perquè el pare havia comprat una botiga important a la capital catalana.
Des de molt jove Alfred Figueras va mostrar el seu interès per dedicar-se a l'art, i amb aquesta intenció, l'any 1917 inicia els seus estudis a l'Escola de Belles Arts de la LLotja amb el pintor Francesc Labarta de mestre. Per aquestes dates Alfred Figueras entra en contacte amb l'impressionisme i el cezannisme gràcies a l'Exposició d'Art Francès celebrada a Barcelona, que influiran enormement en la seva creació artística. Freqüentà el grup d'Els evolucionistes en l'esfera estètica del noucentisme i, influït per Cézanne i pels fauvistes, desenvolupà una obra personal, construïda i de colors austers. Temàticament hi dominen els paisatges urbans, els interiors amb figures i els temes arabitzants. L'any 1921 forma amb alguns companys l'agrupació artística coneguda com a Saló Noucentista.
L'any 1924 acaba els seus estudis i marxa a París, que en aquell moment és el centre mundial de la pintura i els nous corrents artístics. Allà coneixerà més a fons l'obra dels pintors postimpressionistes com Cézanne, Van Gogh i Gauguin, així com artistes cubistes. Comença a relacionar-se amb pintors de renom com Picasso, Miró, Clarà i Pruna.
Amb l'arribada de la dictadura militar de Primo de Rivera, Figueras s'exilia a Alger des del 1925 al 1930, juntament amb l'escultor Rafael Tona, on fundaren l'Acadèmia Arts. Durant els anys d'exili en aquesta ciutat colonial comença a relacionar-se amb escriptors com Gabriel Audisio, Albert Camus i amb l'arquitecte Le Corbusier. També coneixerà Alba Valls, una noia de Sant Feliu de Guíxols que es convertiria en la seva muller.
L'any 1931, proclamada la Segona República, Alfred Figueras retorna a Sant Fruitós de Bages, on viurà durant la Guerra Civil i on, cap al 1934, construirà una casa dissenyada pel seu amic Le Corbusier. Preocupat per la vida artística i cultural del seu entorn, Figueras va participar en diverses exposicions a Manresa i va presentar un projecte d'escola d'art a la capital del Bages. Casa seva era un centre on molts amics i joves es reunien per discutir, pintar o fer teatre.
A partir de l'any 1945 es va instal·lar de nou a Barcelona, on reprendrà la seva vida artística fent nombroses exposicions en diverses galeries d'art de la ciutat
El 1950 feu una estada al Marroc, convidat pel govern francès, i allà hi pintà una sèrie d'olis que van ser exhibits a la Sala Parés de Barcelona, on hi exposà regularment.
Al llarg de la seva vida, el pintor santfruitosenc va anar visitant freqüentment Mallorca, Eivissa, París, Provença i Algèria. En una d'aquestes estades, publica el llibre Images d'Alger, compost per 20 aiguaforts acompanyats de textos d'André Guidé.
Morí a Barcelona el 9 de gener de l'any 1980.

## Reconeixements
El 1993 s'organitzà una mostra retrospectiva al Palau Moja de Barcelona. La seva obra està representada al MNAC (Barcelona), al Museu Comarcal de Manresa, Musée d'Alger, Musée d'Oran, Musée de Casablanca. Rebé les Palmes acadèmiques de la República Francesa.
Durant els anys 1998 i 2018, amb motiu del 100è i 120è aniversari del naixement del pintor, l'Ajuntament de Sant Fruitós de Bages va programar diversos actes i activitats per commemorar aquesta data: exposicions, monuments commemoratius, xerrades, calendaris dedicats al pintor, entre d'altres.